# Evil Dead: Regeneration
Evil Dead: Regeneration es un videojuego de acción de un solo jugador del tipo: Hack and slash. Desarrollado por el estudio estadounidense Cranky Pants Games, publicado por THQ ( en Norteamérica el 13 de septiembre de 2005 y en Europa el 30 de septiembre de 2005), y lanzado para las plataformas: Microsoft Windows, Playstation 2 y Xbox.  Este juego está basado en la franquicia de The Evil Dead, este juego no se encuentra conectado con el anterior juego Evil Dead: A Fistful of Boomstick. El videojuego se desarrolla  en una realidad alternativa a la trilogía original , mostrando que hubiera pasado si Ash no hubiera sido enviado atrás en el tiempo al final de la película: Evil Dead II.
- Evil Dead: Regeneration en Deadites Online
- Evil Dead: Regeneration en MobyGames